# Nielub
Nielub – wieś w Polsce położona w województwie kujawsko-pomorskim, w powiecie wąbrzeskim, w gminie Ryńsk, w sołectwie Łabędź. Według podziału administracyjnego Polski obowiązującego w latach 1975–1998, miejscowość należała do województwa toruńskiego. Według Narodowego Spisu Powszechnego (III 2011 r.) liczyła 376 mieszkańców. Jest dziesiątą co do wielkości miejscowością gminy Ryńsk.

## Obiekty zabytkowe
W Nielubiu znajduje się cmentarz ewangelicki rodziny von Vogel, do której niegdyś należał tutejszy majątek. W miejscowości znajduje się też dwór zbudowany na przełomie XIX i XX wieku, zabudowania gospodarcze powstałe w 2. połowie XIX wieku (między innymi murowana gorzelnia) oraz park.